# Miss Monde 1999
Miss Monde 1999, est la 49e élection de Miss Monde, qui s'est déroulée le 4 décembre 1999 à l'Olympia de Londres, , en Royaume-Uni. 
94 pays et territoires ont participé à l'élection. Le Royaume-Uni accueille pour la 40e fois la compétition. Le pays avait déjà accueilli la dernière fois l'élection Miss Monde 1990. C'est également la première fois que l'Écosse et le Pays de Galles possèdent leurs candidates respectives. La compétition préliminaire pour le défilé en maillot de bain a eu lieu à Malte.
L'élection a été présenté pour la 1re fois par Ulrika Jonsson et Melanie Sykes. 
La gagnante est l'indienne, Yukta Mookhey succédant à l'israélienne Linor Abargil, Miss Monde 1998, et devenant ainsi la quatrième indienne de l'histoire à remporter le titre de Miss Monde, 2 ans après la victoire de Diana Hayden en 1997. 

## Résultats
| Résultat Final  | Candidates |
| --------------- | --- |
| Miss Monde 1999 | - Inde – Yukta Mookhey |
| 1re dauphine    | - Venezuela – Martina Thorogood                                                                                                 |
| 2e dauphine     | - Afrique du Sud – Sonia Raciti                                                                                                 |
| Top 5           | - Israël – Genny Chervoney - Liberia – Sebah Tubman                                                                             |
| Top 10          | - Croatie – Ivana Petković - Espagne – Lorena Bernal - Estonie – Karin Laasmäe - Norvège – Anette Haukaas - USA – Natasha Allas |

## Reines de beauté des continents
| Continent      | Candidate                     |
| -------------- | ----------------------------- |
| Afrique        | Afrique du Sud – Sonia Raciti |
| Amérique       | Venezuela – Martina Thorogood |
| Asie & Océanie | Inde – Yukta Mookhey          |
| Caraïbes       | Jamaïque – Desiree Depass     |
| Europe         | Israël – Genny Chervoney      |

## Candidates

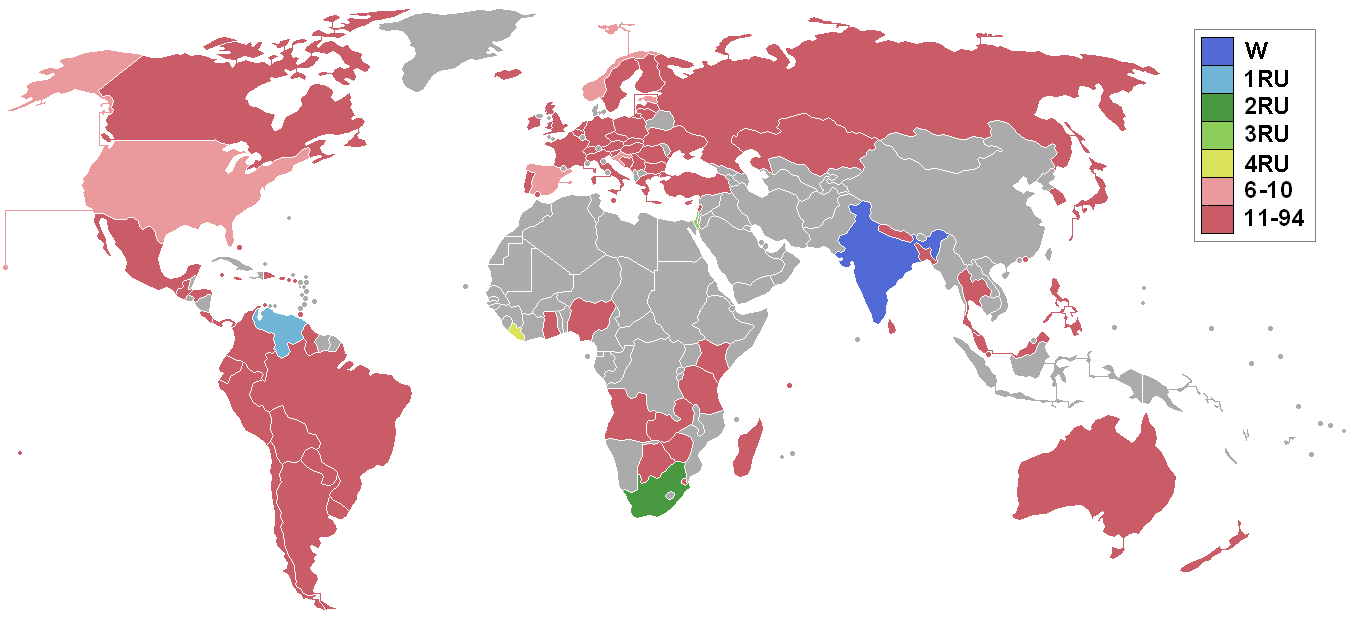
Pays représentés au concours de Miss Monde 1999 :
Miss Monde 1999
1re dauphine
2e dauphine
3e dauphine
4e dauphine
Top 10 (de la 6e à la 10e place)
De la 11e à la 94e place
Pays n'ayant pas participé

- Afrique du Sud – Sonia Raciti
- Allemagne – Susan Hoecke
- Angola – Lorena Silva
- Argentine – Verónica Denise Barrionuevo
- Aruba – Cindy Vanessa Cam Tin Martinus
- Australie – Nalishebo Gaskell
- Autriche – Sandra Kolbl
- Bahamas – Mary Watkins
- Bangladesh – Tania Rahman Tonni
- Belgique – Brigitta Callens
- Bolivie - Ana Raquel Rivera Zambrana
- Bosnie-et-Herzégovine – Samra Begović
- Botswana – Alimah Isaacs
- Brésil – Paula de Souza Carvalho
- Bulgarie – Violeta Zdravkova
- Canada – Mireille Eid
- Chili – Lissette Sierra Ocayo
- Colombie – Mónica Elizabeth Escolar Danko
- Corée – Han Na-na
- Costa Rica – Fiorella Martínez
- Croatie – Ivana Petković
- Chypre – Sofia Georgiou
- Écosse – Stephanie Norrie
- Équateur – Sofía Morán Trueba
- Espagne – Lorena Bernal Pascual
- Estonie – Karin Laasmäe
- Finlande – Maria Laamanen
- France – Sandra Bretones
- Ghana – Mariam Sugru Bugri
- Gibraltar – Abigail Garcia
- Grèce – Evangelia Vatidou
- Guatemala – Ana Beatriz González Scheel
- Guyana – Indra Changa
- Hollande – Ilona Marilyn van Veldhuisen
- Honduras – Irma Waleska Quijada Henríquez
- Hong Kong Chine – Marsha Yuan Hu-Ma
- Hongrie – Erika Dankai
- Îles Caïmans – Mona Lisa Tatum
- Îles Vierges des États-Unis – Shari Afua Smith
- Inde – Yukta Mookhey
- Irlande – Emir-Maria Holohan Doyle
- Islande – Katrín Baldursdóttir
- Israël – Jenny Chervoney
- Italie – Gloria Nicoletti
- Jamaïque – Desiree Depass
- Japon – Aya Mitsubori
- Kazakhstan – Assel Issabayeva
- Kenya – Esther Muthoni Muthee
- Lettonie – Evija Ručevska
- Liban – Norma Elias Naoum
- Liberia – Sebah Esther Tubman
- Lituanie – Renata Mackevičiūtė
- Madagascar – Tantely Naina Ramonjy
- Malaisie – Jaclyn Lee Tze Wey
- Malte – Catharine Attard
- Mexique – Danette Velasco Bataller
- Népal – Shweta Singh
- Nigeria – Augustine Iruviere
- Norvège – Anette Haukaas
- Nouvelle-Zélande – Coralie Ann Warburton
- Panama – Jessenia Casanova Reyes
- Paraguay – Mariela Candia Ramos
- Pays de Galles – Clare Marie Daniels
- Pérou – Wendy Monteverde
- Philippines – Lalaine Bognot Edson
- Pologne – Marta Kwiecień
- Porto Rico – Arlene Torres
- Portugal – Joana Ines Texeira
- République dominicaine – Luz Cecilia García Guzmán
- République tchèque – Helena Houdová
- Roumanie – Nicoleta Luciu
- Royaume-Uni – Nicola Willoughby
- Russie – Elena Efimova
- Saint-Martin - Ifelola Badejo
- Seychelles – Anne-Mary Jorre
- Singapour – Audrey Quek Ai Woon
- Slovaquie – Andrea Verešová
- Slovénie – Neda Gačnik
- Sri Lanka – Dilumini de Alwis Jayasinghe
- Suède – Jenny Louise Torsvik
- Suisse – Anita Buri
- Swaziland – Colleen Tullonen
- Tahiti – Manoa Froge
- Tanzanie – Hoyce Anderson Temu
- Thaïlande – Kamala Kumpu Na Ayutthaya
- Trinité-et-Tobago – Sacha Anton
- Turquie – Ayşe Hatun Önal
- Ukraine – Olga Savinskaya
- USA – Natasha Allas
- Uruguay – Katherine Gonzalves
- Venezuela – Martina Thorogood Heemsen
- Yougoslavie – Lana Marić
- Zambie – Cynthia Chikwanda
- Zimbabwe – Brita Maseluthini

## Déroulement de la cérémonie

### Prix attribués
- Best World Dress Designer :  Israël – Genny Chervoney

### Jury
| Membre | Membre             | Nationalité  | Notes                                                |
| ------ | ------------------ | ------------ | ---------------------------------------------------- |
|        | Eric Morley        | Britannique  | Fondateur et président de l'Organisation Miss Monde. |
|        | Louis Grech        | Maltais      | Vice-premier ministre de Malte.                      |
|        | Luciana Gimenez    | Brésilienne  | Animatrice de télévision et ancienne mannequin.      |
|        | Linda Pétursdóttir | Islandaise   | Miss Monde 1988.                                     |
|        | Dean Cain          | Américain    | Acteur, réalisateur et producteur.                   |
|        | Eddie Irvine       | Britannique  | Pilote automobile.                                   |
|        | Terry O'Neill      | Britannique  | Photographe.                                         |
|        | Lennox Lewis       | Britannique  | Boxer professionnel.                                 |
|        | Wilnelia Merced    | Portoricaine | Miss Monde 1975.                                     |

## Observations